# Landgoed De Vijverhoeve
De Vijverhoeve is een landgoed van ruim 16 hectare in het dorp Huijbergen, gemeente Woensdrecht, in de provincie Noord-Brabant. Het is gelegen tussen het natuurgebied de Kalmthoutse heide in België en het landgoed Wouwse Plantage in Nederland. Op het landgoed bevinden zich drie Rijksmonumenten: een boerderij, een bakhuis en een waterput.

## Geschiedenis
De Vijverhoeve wordt in 1640 voor het eerst op landkaarten vermeld als een bij het markiezaat Bergen op Zoom behorende hoeve. Later werd zij een abdijhoeve, verbonden aan de Abdij van Tongerlo, respectievelijk het Wilhelmietenklooster van Huijbergen. De drie monumenten op het landgoed dateren alle van rond 1875. Iedere keer als de hoeve van landeigenaar wisselde, werden de “oude” bewoners uit hun huis gezet. Hiervan zijn nog inventarisatielijsten beschikbaar en daarmee is het mogelijk om een beeld te krijgen van de eigendommen en leefwijzen van de toenmalige bewoners.
 
De huidige, private eigenaar heeft de bebouwing in 2005-2006 laten restaureren. Aansluitend heeft hij bij de gemeente een plan ingediend om op het landgoed drie landhuizen bij te bouwen en de bestaande gebouwen deels voor zakelijke doelen te gebruiken. Hiertoe paste de gemeente het bestemmingsplan aan, waartegen bezwaren werden ingediend door omwonenden en natuurorganisaties. Uiteindelijk moest de Raad van State er aan te pas komen en deze verklaarde de bezwaren ongegrond.

## Landschap
Het landgoed ligt tegen de Belgische grens, in een gebied waar zich in de loop der eeuwen veel landschappelijke ontwikkelingen hebben voorgedaan. Op de “Vijverhoeve” wordt het cultuur-historische beeld van een coulisselandschap van rond 1905 gerestaureerd, terwijl een deel van de agrarische gronden aan de natuur wordt “teruggegeven”. Daar de historische zand- en kerkenpaden op en rond het landgoed nog grotendeels intact zijn, wordt er bijgedragen aan een project van de vereniging Brabants Particulier Grondbezit om deze in heel Noord-Brabant te herstellen.

## Monumenten
Op het landgoed bevinden zich drie rijksmonumenten, waarvan de langgevelboerderij het belangrijkste is. Hierover meldt het monumentenregister onder de nummers 516683 (het complex) en 516684 (de boerderij): “De gebouwen zijn van cultuurhistorisch belang als voorbeeld van de sociaal-economische ontwikkeling van de landbouw in westelijk Brabant en als voorbeeld van de typologische ontwikkeling van de boerderij. Architectuurhistorisch is het geheel van belang vanwege de sobere ornamentiek en de vormentaal aan het exterieur. Het huis is belangrijk vanwege de gaafheid van het exterieur en is als onderdeel van een samenhangende meerledige hoeve zeldzaam geworden.” Behalve deze boerderij staan ook het naastgelegen bakhuis en de uit dezelfde periode stammende waterput op de monumentenlijst.